# Colonia 20 de Noviembre, Hidalgo
Colonia 20 de Noviembre är en ort i Mexiko.   Den ligger i kommunen Tepeapulco och delstaten Hidalgo, i den sydöstra delen av landet, 80 km nordost om huvudstaden Mexico City. Colonia 20 de Noviembre ligger 2 683 meter över havet och antalet invånare är 952.
Terrängen runt Colonia 20 de Noviembre är kuperad. Runt Colonia 20 de Noviembre är det ganska tätbefolkat, med 104 invånare per kvadratkilometer. Närmaste större samhälle är Tepeapulco, 5,3 km väster om Colonia 20 de Noviembre. Trakten runt Colonia 20 de Noviembre består till största delen av jordbruksmark.